# Свети Ђорђе (Јаломица)
Свети Ђорђе (рум. Sfântu Gheorghe) насеље је у Румунији у округу Јаломица у општини Свети Ђорђе. Oпштина се налази на надморској висини од 47 m.

## Становништво
Према подацима из 2002. године у насељу је живело 2180 становника, од којих су сви румунске националности.

### Хронологија
| Година       | 1992 | 1993 | 1994 | 1995 | 1996 | 1997 | 1998 | 1999 | 2000 | 2001 | 2002 | 2003 | 2004 | 2005 | 2006 | 2007 | 2008 | 2009 | 2010 | 2011 | 2012 | 2013 | 2014 | 2015 | 2016 | 2017 |
| ------------ | ---- | ---- | ---- | ---- | ---- | ---- | ---- | ---- | ---- | ---- | ---- | ---- | ---- | ---- | ---- | ---- | ---- | ---- | ---- | ---- | ---- | ---- | ---- | ---- | ---- | ---- |
| Становништво | 2213 | 2199 | 2166 | 2149 | 2157 | 2142 | 2128 | 2121 | 2115 | 2117 | 2095 | 2088 | 2071 | 2059 | 2032 | 2035 | 2004 | 2016 | 1998 | 1994 | 1956 | 1964 | 1936 | 1912 | 1910 | 1890 |